# Bokermannohyla feioi
Bokermannohyla feioi é uma espécie de anfíbio da família Hylidae. Endêmica do Brasil, pode ser encontrada na Serra da Mantiqueira no estado de Minas Gerais.
A espécie havia sido considerada um sinônimo júnior de Bokermannohyla nanuzae, mas foi reconsiderado como espécie válida.